# Transformer (album)
Transformer è il secondo album solista dell'artista statunitense Lou Reed, pubblicato nel 1972 dalla RCA Records e ristampato su compact disc per la prima volta nel 1983.
L'album contiene brani tra i più celebri del repertorio di Lou Reed, da Perfect Day a Vicious, Satellite of Love e soprattutto Walk on The Wild Side, un ritratto del bizzarro entourage con il quale era entrato in contatto nella Factory di Andy Warhol ai tempi dei Velvet Underground e che rappresentò il suo primo successo da classifica.
Transformer si trova al 109º posto nella lista dei 500 migliori album della rivista Rolling Stone, al 72º posto in quella di NME e al 26º nella "All Time Top 100" di Melody Maker. Nel 1997 è risultato il 44º migliore album di tutti i tempi nel sondaggio "Music of the Millennium" condotto nel Regno Unito da HMV Group, Channel 4, The Guardian e Classic FM.

## Descrizione
Nonostante il primo album da solista di Lou Reed non avesse incontrato i favori della critica e si fosse rivelato un fallimento commerciale, nel 1972 la RCA decise di puntare su un altro disco a condizione che della produzione si fosse occupato David Bowie, che con la casa discografica aveva appena pubblicato The Rise and Fall of Ziggy Stardust and the Spiders from Mars. Il risultato fu uno degli album classici degli anni settanta e una collaborazione che si sarebbe rivelata fondamentale per entrambi.
Al contrario del primo album, nel quale erano presenti otto tracce su dieci scritte ai tempi dei Velvet Underground, per il nuovo lavoro venne prodotto nuovo materiale. Le uniche eccezioni furono rappresentate da Andy's Chest, registrata nel 1969, ma mai pubblicata, e Satellite of Love, prevista inizialmente come traccia di Loaded del 1970, ma anche questa rimasta inedita.

### Produzione
Le sessioni di Transformer cominciarono ai Trident Studios di Londra nel luglio 1972 e proseguirono fino ad agosto. L'album fu prodotto da Bowie e Mick Ronson, anche se lo stesso Reed sostenne in un'intervista su NME che la direzione fu soprattutto opera del chitarrista degli Spiders from Mars: «Transformer è sicuramente il mio album meglio prodotto e gran parte del merito va a Mick Ronson. La sua influenza era più forte di quella di David, ma insieme formavano un sodalizio formidabile».
La combinazione tra la sensibilità di Bowie e il sarcasmo di Reed rese esplosiva l'atmosfera durante la lavorazione e secondo Angela Bowie «Lou un giorno si infuriò con David e Ronno in studio durante le sessioni. Io andai di filato verso la porta appena lui sbottò...» Lou Reed ha in seguito affermato che lavorare con il cantante inglese fu «molto divertente, ma quando si ubriaca crede di essere Ziggy Stardust».
Tra i musicisti che vennero reclutati Herbie Flowers, che oltre a fornire la classica linea di basso in Walk on the Wild Side suonò contrabbasso e tuba, ed il bassista degli Spiders from Mars Trevor Bolder, che contribuì alla tromba, oltre a Mick Ronson che si occupò di chitarra, flauto e pianoforte.

### I singoli
Walk on the Wild Side venne pubblicata come primo singolo tratto dall'album nonostante Lou Reed fosse contrario, convinto che i riferimenti alla transessualità, all'uso di droghe e alla prostituzione maschile ne avrebbero garantito il bando da parte delle radio. Su insistenza di David Bowie il 45 giri uscì in Europa il 24 novembre 1972 con Perfect Day come lato B e poco dopo anche negli Stati Uniti, rivelandosi in breve tempo un enorme successo con il 10º posto nel Regno Unito e il 16º nella Billboard 200 e diventando una delle canzoni più famose dell'intero repertorio di Lou Reed.
Anche Perfect Day è entrata nel pantheon delle più classiche ballate rock di sempre, grazie anche a numerose citazioni in film come Trainspotting e spot pubblicitari, oltre a cover come quella dei Duran Duran che nel 1995 raggiunse il 28º posto nella classifica britannica. Il brano è stato spesso interpretato come la descrizione di una storia d'amore con possibili riferimenti alla prima moglie Bettye Kronstad o al suo primo amore ai tempi dell'università Shelley Albin, ma alcune fonti hanno suggerito anche una romanticizzata metafora della tossicodipendenza di Lou Reed, un'ode all'uso dell'eroina come annientamento di sé stessi e della paura di vivere.
Il secondo singolo fu Vicious, pubblicato nella primavera del 1973 in due diverse edizioni, una per il Regno Unito con Satellite of Love come lato B e una per il mercato americano con Goodnight Ladies. La stessa Satellite of Love uscì di nuovo due mesi dopo, stavolta come lato A.

### Copertina
La foto in bianco e nero di Lou Reed sulla copertina, divenuta nel tempo una delle sue principali rappresentazioni iconografiche, fu realizzata da Mick Rock e dieci anni dopo venne virata in colore blu e utilizzata per la copertina dell'album The Blue Mask.
Sul retro c'è una doppia immagine del designer Ernst Thormahlen, una in versione sexy e discinta da "travestito" e una maschile con maglietta bianca, cappello da motociclista e jeans attillati a far risaltare un'erezione, che in seguito fu rivelato essere simulata da una banana infilata nei pantaloni. L'edizione italiana fu censurata con un fascione dorato con la scritta "Produced by David Bowie and Mick Ronson" che attraversava la copertina coprendo entrambe le foto all'altezza dell'inguine.

## Pubblicazione e accoglienza
| Recensione       | Giudizio |
| ---------------- | -------- |
| Ondarock         | 8.5/10   |
| AllMusic         |          |
| Piero Scaruffi   | 6.5/10   |
| Rolling Stone    |          |
| Sputnikmusic     |          |
| Robert Christgau | B-       |

Transformer uscì l'8 novembre 1972 e circa un anno dopo arrivò al 13º posto nel Regno Unito e al 29º negli Stati Uniti. In seguito è ricomparso in classifica nel Regno Unito in occasione di alcune riedizioni, raggiungendo il 32º posto nel 1999, il 16º posto nel 2001 e il 35º posto nel 2013.
Nella sua recensione sulla rivista Rolling Stone, Nick Tosches sottolineò la qualità di canzoni come Hangin' 'Round e Satellite of Love, giudicando allo stesso tempo la maggior parte dell'album come "roba omosessuale pseudo artistica" priva di determinazione. Sull'edizione del 2004 di The Rolling Stone Album Guide, Tom Hull ha scritto che Lou Reed «compose una serie di intelligenti nuove canzoni e cercò di approfittare dell'androgino glam rock di tendenza del produttore David Bowie, che funzionò abbastanza bene per lanciare Walk on the Wild Side».
L'album è stato certificato disco di platino nel Regno Unito dalla BPI nel 2013 e disco d'oro in Italia dalla FIMI nel 2015.

## Tracce
Testi e musiche di Lou Reed.
Lato A
1. Vicious – 2:58
2. Andy's Chest – 3:20
3. Perfect Day – 3:46
4. Hangin' 'Round – 3:35
5. Walk on the Wild Side – 4:15

Lato B
1. Make Up – 3:00
2. Satellite of Love – 3:42
3. Wagon Wheel – 3:19
4. New York Telephone Conversation – 1:33
5. I'm So Free – 3:09
6. Goodnight Ladies – 4:31

### Tracce bonus della riedizione 2002
1. Hangin' 'Round (Demo acustico) – 3:58
2. Perfect Day (Demo acustico) – 4:50

## Formazione
- Lou Reed - voce, chitarra ritmica
- Herbie Flowers - basso, contrabbasso, tuba
- John Halsey - batteria
- Mick Ronson - chitarra solista, pianoforte, flauto dolce
- Barry De Souza - batteria
- Klaus Voormann - basso
- Ritchie Dharma - batteria
- Trevor Bolder - tromba
- Ronnie Ross - sassofono tenore, sassofono baritono
- Thunderthighs - cori